# Zambrów (Landgemeinde)
Die gmina wiejska Zambrów ist eine selbständige Landgemeinde in Polen im Powiat Zambrowski in der Woiwodschaft Podlachien. Ihr Sitz befindet sich in der Stadt Zambrów.

## Geographie

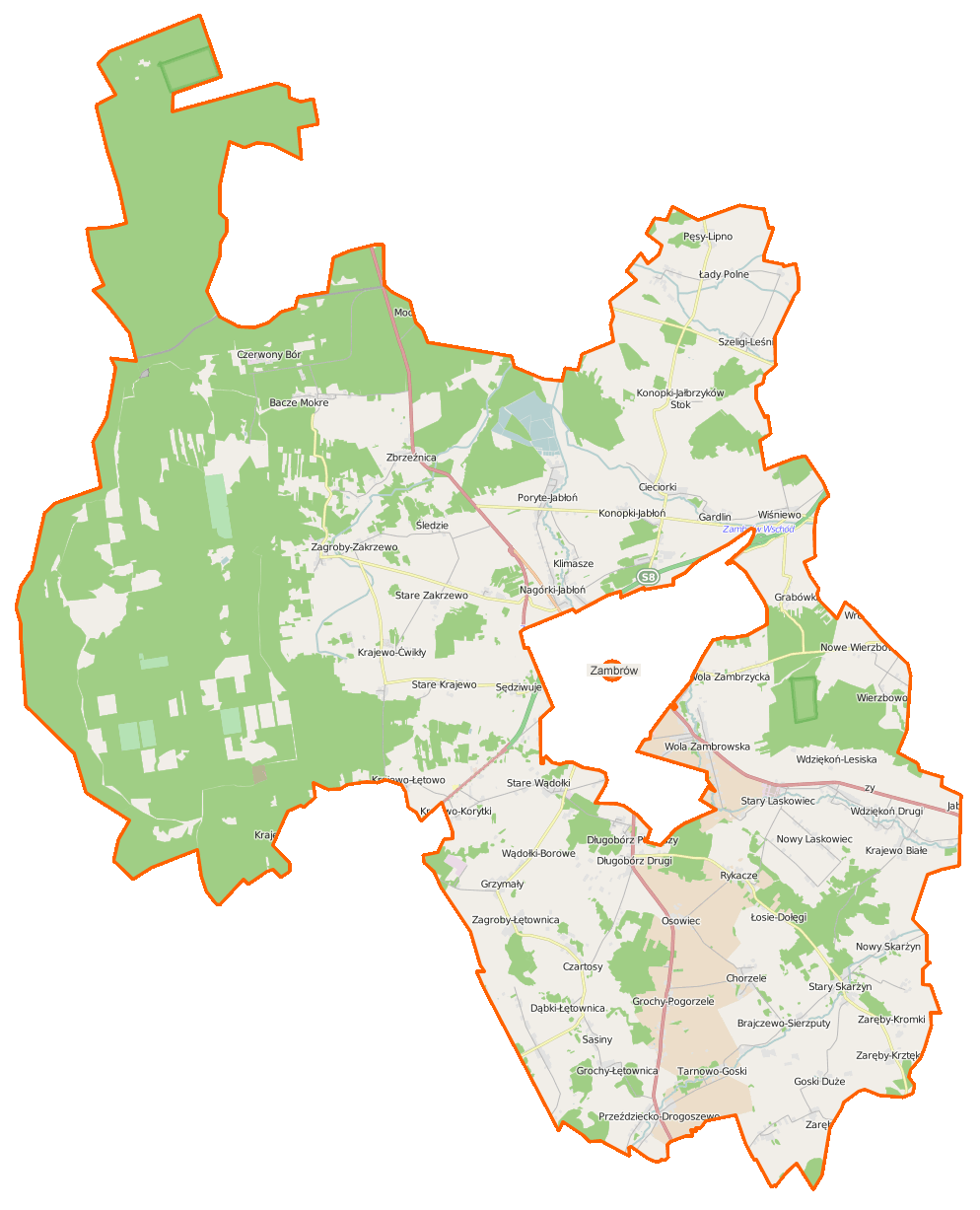
Karte der Landgemeinde

Die Landgemeinde umfasst die Stadt Zambrów vollständig.

## Gemeindegliederung
Die Landgemeinde Zambrów, zu der die Stadt Zambrów selbst nicht gehört, hat eine Fläche von 299 km², auf der (Stand: 31. Dezember 2020) 8784 Menschen leben.
Sie besteht aus 71 Schulzenämtern und 72 Ortschaften:
Bacze Mokre
Boruty-Goski
Brajczewo-Sierzputy
Chmiele-Pogorzele
Chorzele
Cieciorki
Czartosy
Czerwony Bór
Dąbki-Łętownica
Długobórz Drugi
Długobórz Pierwszy
Gardlin
Goski Duże
Goski-Pełki
Grabówka
Grabówka (osada leśna)
Grochy-Łętownica
Grochy-Pogorzele
Grzymały
Klimasze
Konopki-Jabłoń
Konopki-Jałbrzyków Stok
Koziki-Jałbrzyków Stok
Krajewo Białe
Krajewo Borowe
Krajewo-Ćwikły
Krajewo-Korytki
Krajewo-Łętowo
Łady-Borowe
Łady Polne
Łosie-Dołęgi
Nagórki-Jabłoń
Nowe Wierzbowo
Nowe Zakrzewo
Nowy Borek
Nowy Laskowiec
Nowy Skarżyn
Osowiec
Pęsy-Lipno
Polki-Teklin
Poryte-Jabłoń
Przeździecko-Drogoszewo
Przeździecko-Mroczki
Pstrągi-Gniewoty
Rykacze
Sasiny
Sędziwuje
Stare Krajewo
Stare Wądołki
Stare Zakrzewo
Stary Laskowiec
Stary Skarżyn
Szeligi-Kolonia
Szeligi-Leśnica
Śledzie
Tabędz
Tarnowo-Goski
Wądołki-Borowe
Wądołki-Bućki
Wdziękoń Drugi
Wdziękoń Pierwszy
Wierzbowo-Wieś
Wiśniewo
Wola Zambrowska
Wola Zambrzycka
Zagroby-Łętownica
Zagroby-Zakrzewo
Zaręby-Grzymały
Zaręby-Kramki
Zaręby-Kromki
Zaręby-Krztęki
Zaręby-Świeżki
Zbrzeżnica